# Plaques de matrícula d'Alemanya

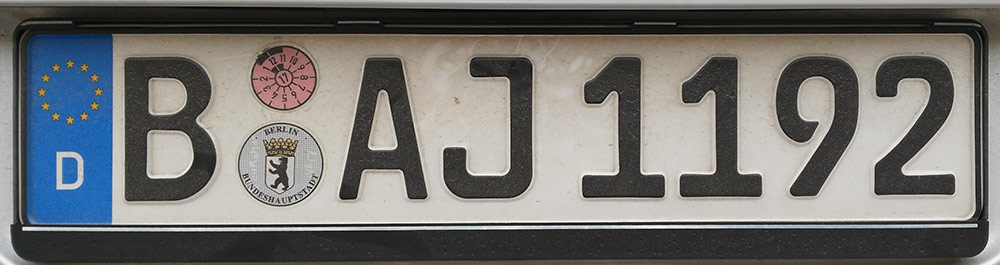
Model de matrícula d'automòbil amb el codi de Berlin (B).

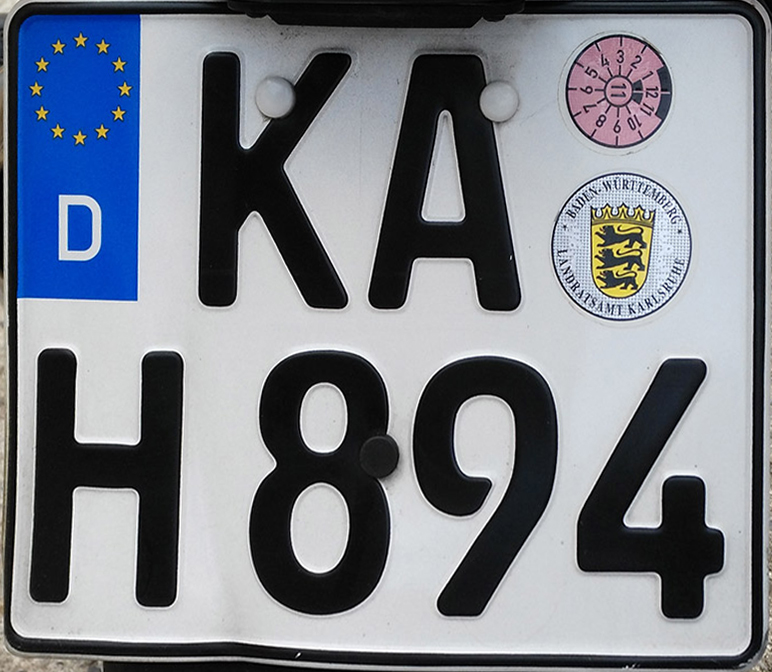
Placa de matrícula de motocicleta amb codi de Karlsruhe (KA)

Les plaques de matrícula dels vehicles d'Alemanya segueixen un sistema introduït a partir de 1997 i format per un primer grup d'una a tres lletres que indiquen el districte de matriculació, seguit d'una combinació d'una a dues lletres i d'una a quatre xifres (cal destacar que no es representen els zeros a l'esquerra, per exemple,  A(BC) AB 1234). Davant de la combinació hi apareix l'escut de l'estat federat al qual pertany el districte i un cercle de color, amb els dotze mesos de l'any, que indica la propera revisió tècnica del vehicle (ITV o Hauptuntersuchung, en alemany). El color varia cada any.
Els caràcters són de color negre sobre fons reflectant blanc i les seves mides acostumen a ser les mateixes que els de la resta de països de la Unió Europea. Com a país membre de la UE també porta la secció blava a l'extrem esquerre amb les estrelles en cercle de la UE i el codi internacional del país, D, comú a la resta de plaques de la Unió Europea.
La matrícula és propietat de l'administració, de manera que quan el vehicle és desballestat, la combinació s'assigna a un altre vehicle.

## Dimensions
Les dimensions de les plaques poden modificar-ne la llargada per distribuir-hi bé tots els caràcters que formen la combinació. Així l'apèndix 4 del Reglament de Registre de vehicles (en alemany, Fahrzeug-Zulassungsverordnung - FZV) en defineixen les dimensions de les plaques i la mida de la font utilitzada.
- Placa rectangular (1 línia): 520mm x 110mm, lletres 15mm x 47,5mm, xifres 75mm x 44,5mm
- Placa quadrada (2 línies): 340mm x 200mm, lletres 15mm x 47,5mm, xifres 75mm x 44,5mm
- Placa de motocicletes (2 línies): 180/220mm x 200mm, lletres i xifres variable per millor adaptació.
- Placa tipus EUA (2 línies): 255mm x 130mm, lletres 49mm x 31mm, xifres 49mm x 29mm

## Tipografia

FE-Schrift

Des de novembre de 2000 s'utilitza la font tipogràfica FE-Schrift (Fälschungserschwerende Schrift, en alemany). L'abreviatura FE deriva de l'adjectiu compost fälschungserschwerende que combina el nom Fälschung (falsificació) i el verb erschweren (obstaculitzar).
Es tracta d'una tipografia especialment desenvolupada per Karlgeorg Hoefer a petició de la policia alemanya per evitar que la manipulació de les plaques de matrícula no fos gaire fàcil. La forma de les lletres i les xifres està especialment dissenyada per no permetre, en un fons reflectant, la transformació d'una lletra o una xifra en una altra lletra o xifra mitjançant un adhesiu o un traç de pintura (per exemple, una P no es pot alterar perquè sembli una R, o una E no es pot transformar en una F o L). Una altra característica és la mateixa amplada de tots els caràcters, diferent de l'antiga tipografia DIN 1451 que s'havia utilitzat des del 1956 fins la introducció del sistema actual. El programari de reconeixement òptic de caràcters pot llegir la tipografia FE-Schrift per al reconeixement automàtic de matrícules més fàcilment que l'anterior DIN 1451.
Les lletres Ä, Ö i Ü només s'utilitzen en el codi identificatiu i la lletra ẞ no s'utilitza en cap cas.

## Codificació

Mapa amb la localització dels codis identificatius.

El codi d'identificació territorial, que consisteix en una, dues o tres lletres correspon al districte rural o urbà on està matriculat el vehicle. En teoria com menys lletres té el codi més gran és la ciutat, però hi ha algunes excepcions, com és el cas de la ciutat d'Hamburg (la segona en població) i que té el codi "HH" amb dues lletres perquè l'agafa del nom oficial de la ciutat, Freie und Hansestadt Hamburg.
Exemples :
- N pel districte urbà de Nuremberg (Baviera) ;
- NB pel districte urbà de Neubrandenburg (Baden-Württemberg) ;
- NMS pel districte urbà de Neumünster (Slesvig-Holstein).

Tot i així, existeixen diversos codis identificatius per a un mateix districte. Com a exemple, trobem que els codis "AP" i "APD" representen el mateix districte de Weimarer Land (el codi s'agafa del nom de la capital, Apolda) 

### Combinacions prohibides
Diverses combinacions de lletres estan prohibides, ja que són considerades políticament inacceptables, principalment degut a la seva relació amb el règim nazi. Per aquest motiu la regulació administrativa de registre de vehicles recomana als organismes autoritzats no adjudicar les combinacions "HJ" (Joventuts Hitlerianes), "KZ" (camp de concentració), "NS" (nacionalsocialisme), "SA" (Sturmabteilung) i "SS" (Schutzstaffel). Així es donen casos com el del districte Sächsische Schweiz que utilitza el codi "PIR", nom de la seva ciutat principal, Pirna, en lloc de "SS".

### El cas de Büsingen

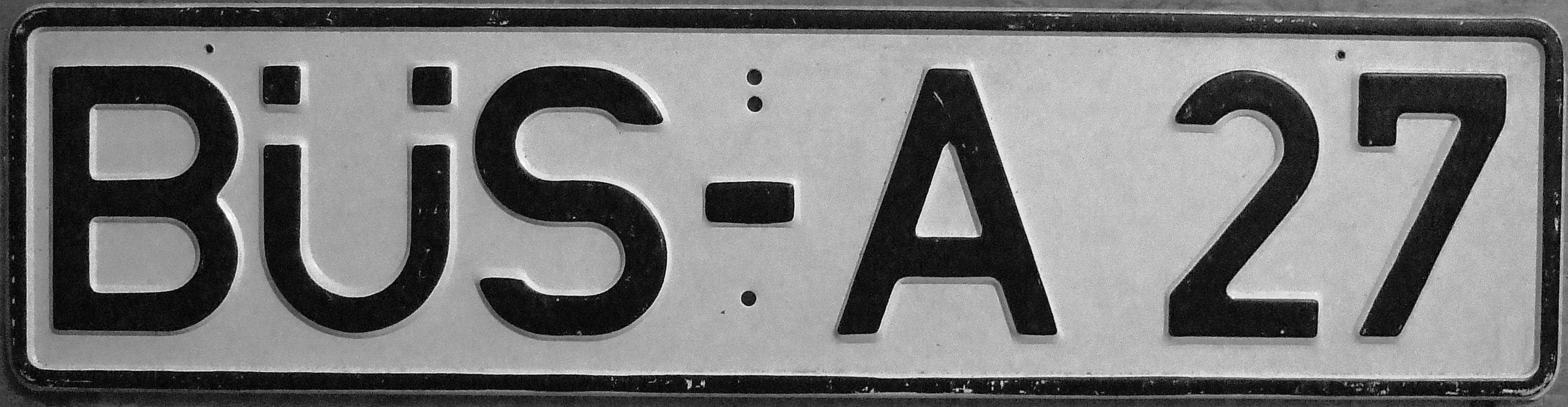
Model de matrícula del 1970 amb el codi d'àrea de Büsingen.

Des del 1968, al municipi de Büsingen am Hochrhein, un enclavament alemany situat al cantó suís de Schaffhausen, s'hi aplica una norma peculiar. Tot i que el municipi de Büsingen pertany al districte alemany de Constança, aquest forma part de la zona duanera suïssa. Per aquest motiu, un vehicle matriculat a nom d'un ciutadà resident a Büsingen no porta el codi d'àrea KN de Constança sinó el codi BÜS, cosa que indica als funcionaris de duanes suïssos que en realitat es tracta d'un vehicle nacional. Actualment hi ha uns 700 vehicles amb aquest codi, el que converteix Büsingen en l'àrea de matriculació més petita i menys poblada d'Alemanya.

## Segells

### Segell oficial de registre
Les plaques de matrícula es fan vàlides amb el segell oficial de registre. Es tracta d'un adhesiu de 45 mm de diàmetre, col·locat després del prefix i que porta, en colors, el segell i el nom de l'estat federal alemany i el districte emissor. Els adhesius més antics eren monocroms, negres sobre plata o blancs, i més petits (35 mm), que representaven el segell de l'estat federal o del districte de la ciutat. Els vehicles utilitzats per les institucions federals, com la policia, porten l'escut d'armes alemany.

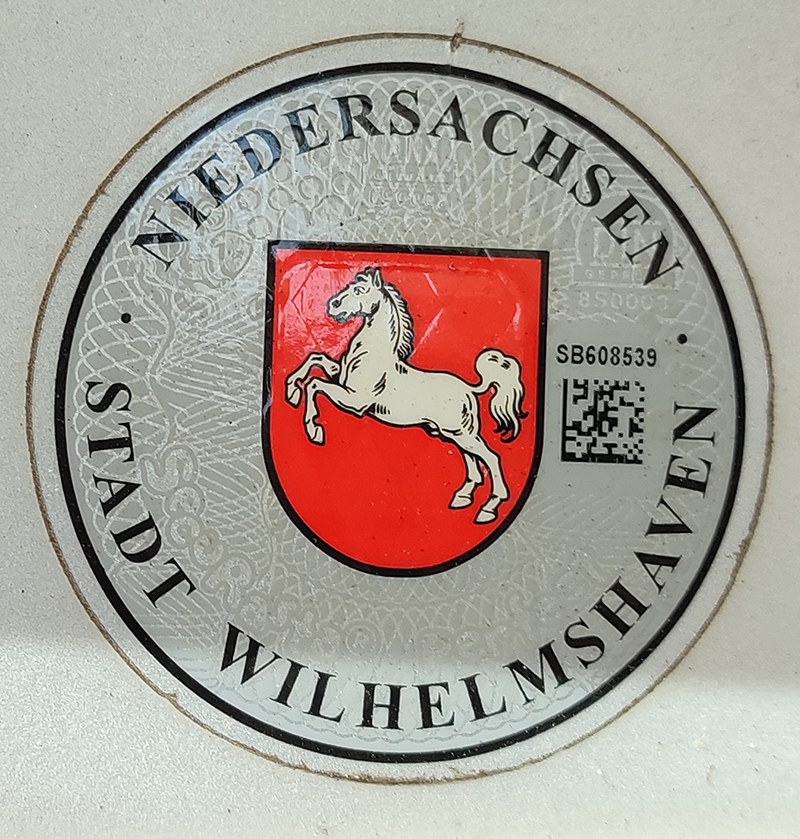
Segell de Baixa Saxònia (districte de Wilhelmshaven)
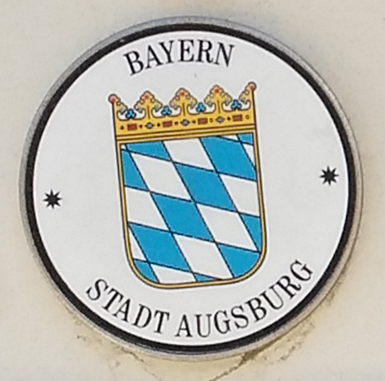
Segell de Baviera (districte d'Augsburg)
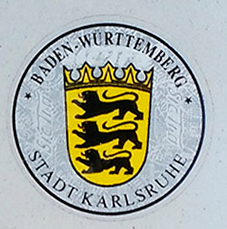
Segell de Baden-Württemberg (districte de Karlsruhe)
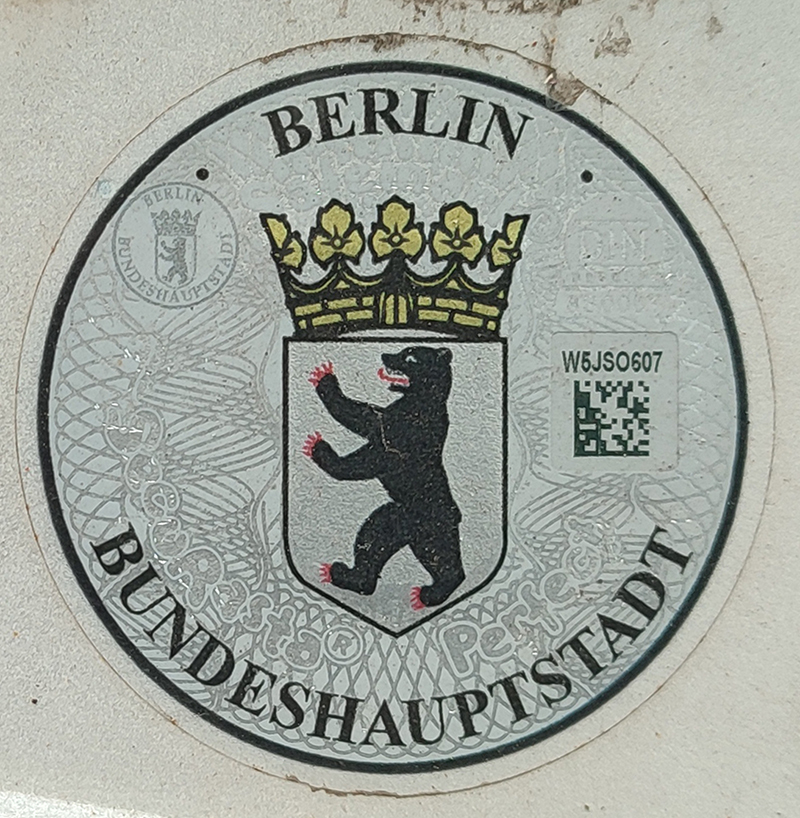
Segell de registre de Berlin
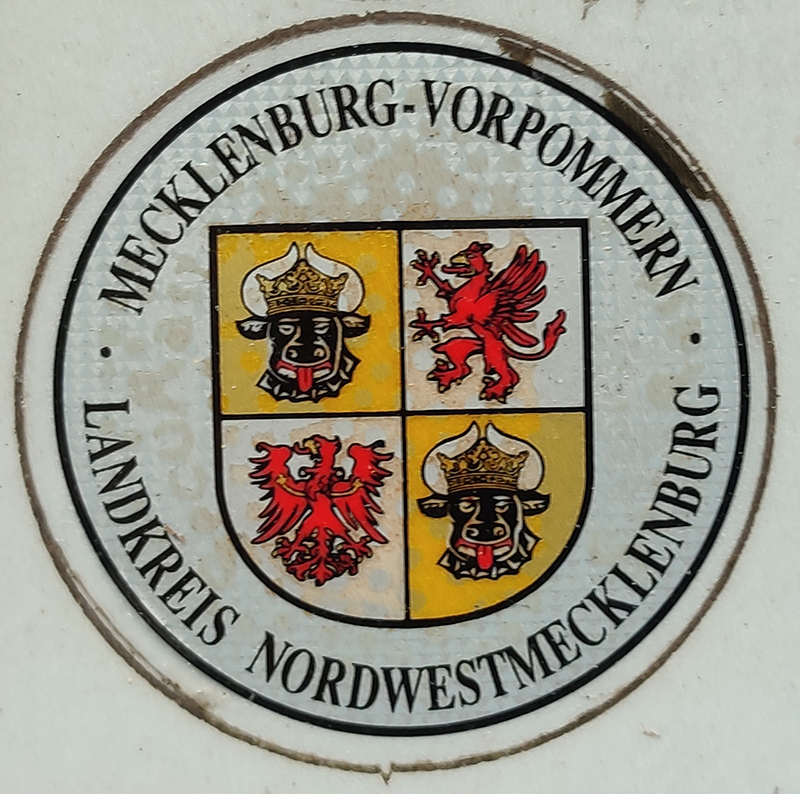
Segell de registre de Mecklenburg-Pomerània Occidental (districte de Nordwestmecklenburg)
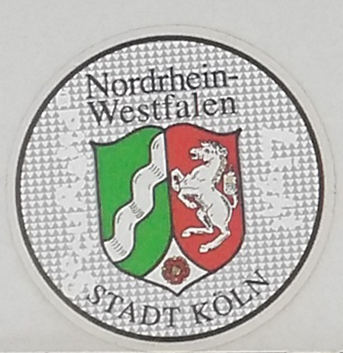
Segell de Rin del Nord-Westfàlia (districte de Colònia)
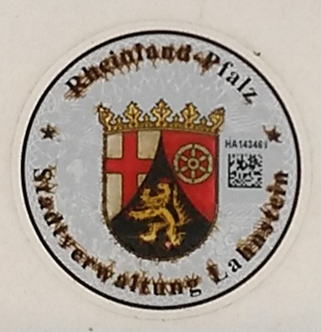
Segell de registre de Rheinland-Pfalz
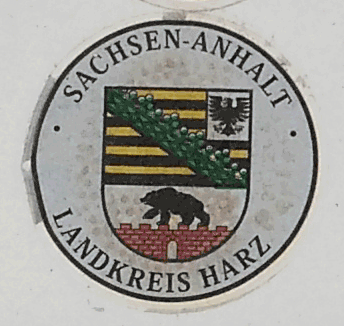
Segell de Saxònia-Anhalt (districte de Harz)
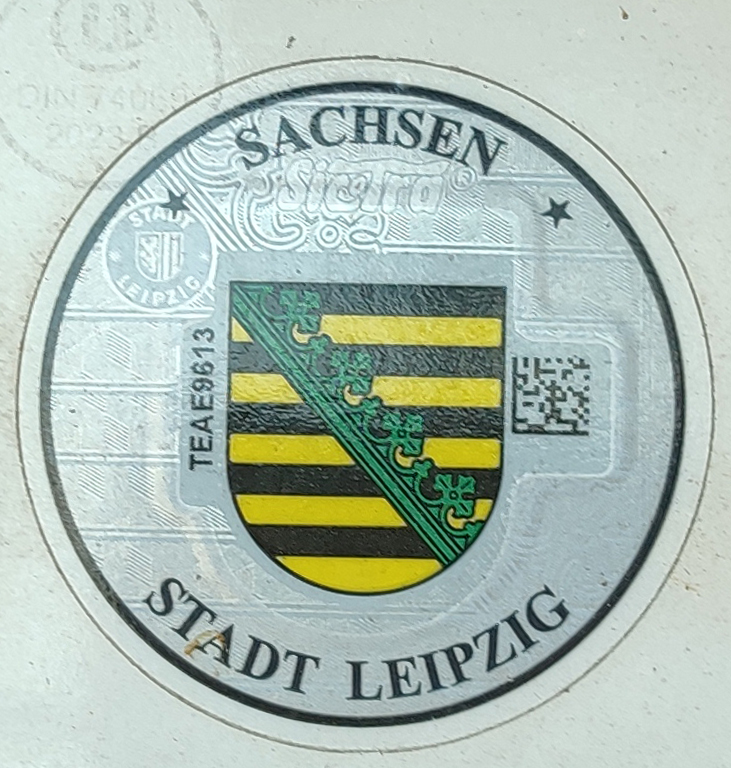
Segell de registre de Saxònia (districte de Leipzig)
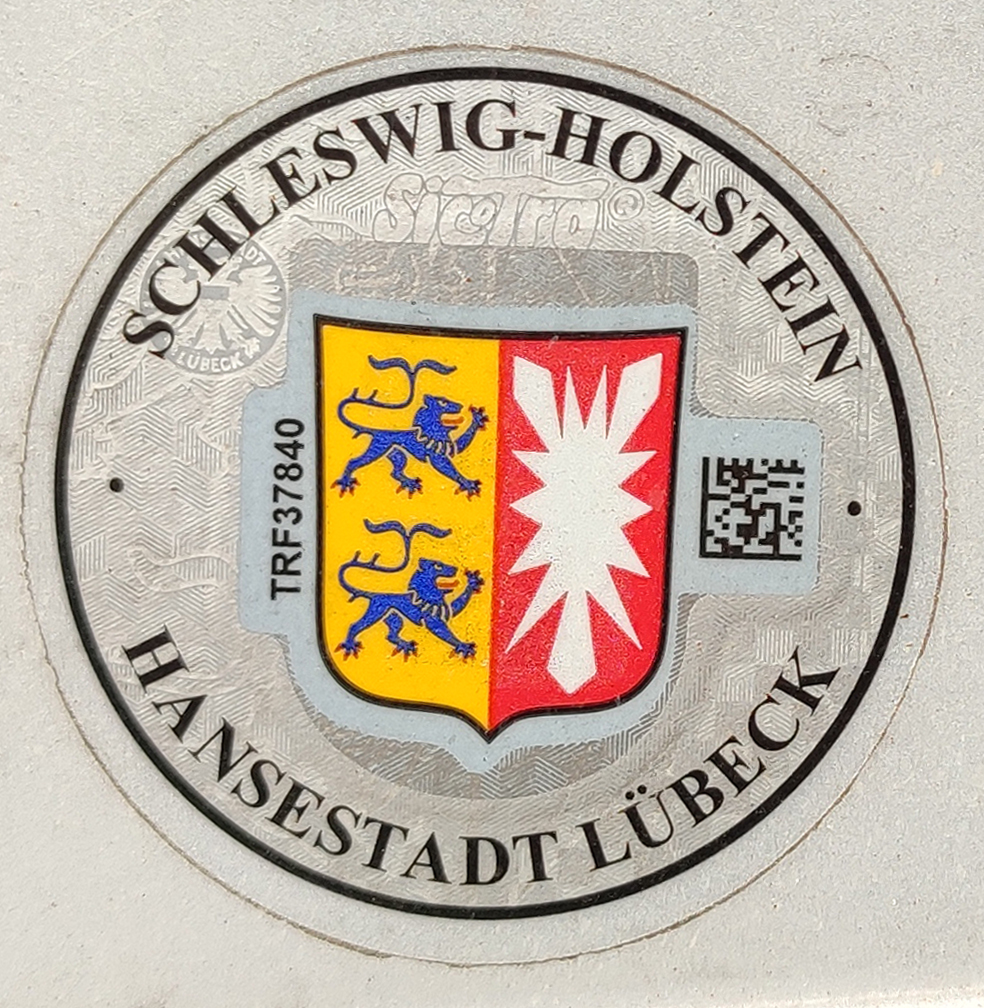
Segell de registre de Slesvig-Holstein (districte de Lübeck)

### Segell d'Inspecció Tècnica

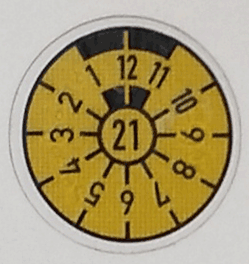
Segell actual de la inspecció tècnica indicant la data de la propera revisió.

Les matrícules posteriors porten dos tipis de segells, un damunt de l'altre, situats entre el codi del districte i la combinació alfanumèrica:
- El segell superior indica la data en què el vehicle ha de passar la propera Inspecció Tècnica de Vehicles (segell d'inspecció tècnica).
- El segell inferior, mostra el nom i l'escut de l'estat federal i el nom del districte on està registrat el vehicle (segell de registre).

El segell mostra l'any de referència de la propera revisió situat al centre i envoltat per un cercle, al seu voltant hi ha dotze xifres en disposició antihorària per indicar el mes de l'any.
Fins al gener de 2010, el segell superior era rodó a la matrícula del darrere, per indicar que el vehicle havia passat la inspecció tècnica i indicant la data de la propera revisió. Mentre que el segell era hexagonal a la matrícula del davant, indicant que el vehicle havia passat el control de gasos de combustió i la data de la propera revisió. A partir del gener de 2010 aquestes dues revisions es van unificar en una sola inspecció tècnica, per la qual cosa, actualment ha desaparegut el segell hexagonal de la matrícula davantera.

## Altre tipus de matrícula

### Ciclomotors
Els ciclomotors i patinets elèctrics porten una placa de matrícula formada per una combinació de tres xifres i tres lletres de color verd clar sobre un fons blanc reflectant.

### Històriques
Els vehicles clàssics o històrics (coneguts en alemany per l'expressió pseudo-anglesa "Oldtimer") poden afegir una "H" (Historisch) al final de la combinació.

### Vehicles elèctrics
Per distingir els vehicles elèctrics, aquests afegeixen una "E" ("Elektrofahrzeug") al final de la combinació.

### Diplomàtiques
Els vehicles diplomàtics porten la xifra "0" (zero) en lloc del codi d'identificació territorial. Així la combinació es compon de quatre xifres separades en dos grups per un guionet que indiquen la missió diplomàtica a la qual pertany el vehicle.

### Exportació
Les plaques per a vehicles d'exportació no porten l'Eurofranja a l'esquerra, però en canvi, mostren una franja vermella al costat dret on es mostra amb 2 dígits el dia, el mes i l'any del final de la validesa de l'assegurança del vehicle per circular. La circulació a l'estranger d'un vehicle equipat amb aquestes plaques és possible sempre que es faci abans de finalitzar el termini.
La combinació, diferent de les dels vehicles normals, consta del codi del districte (en aquest cas BN de Bonn) seguit de 2 a 4 xifres i una lletra. El segell de l'estat federal emissor és de color vermell i no porta el cercle de la revisió tècnica.

### Temporal
La combinació, diferent de la dels vahicles normals, consta del codi del registre (en aquest cas KA de Karlsruhe) seguit d'un número que comença per 03 o 04 de l'1 de març de 2007. El segell de l'estat emissor és de color blau.
La placa no porta l'Eurofranja a l'esquerra. El número de registre consta de l'identificador territorial seguit per un número d'identificació que comença amb el 03 o el 04 des de l'1 de març de 2007. El segell oficial de l'estat federal emissor és blau i tampoc porta el cercle de la revisió tècnica.

### Estacional o de temporada
Les matrícules de temporada s'emeten a Alemanya des del primer de març de 1997. Aquestes matrícules mostren al costat dret darrere de la combinació d'identificació el primer i l'últim mes del període de validesa, separats per una línia horitzontal. En el cas de la imatge entre el mes de març (03) i el de novembre (11).
El període de matriculació es pot triar lliurement entre dos i onze mesos dins de qualsevol període de dotze mesos, però el principi i el final del període han de coincidir amb mesos naturals complets. El principal avantatge de les matrícules de temporada és que no cal registrar-se ni donar-se de baixa al principi i al final de la temporada. Aquestes matrícules les porten principalment els vehicles que no s'utilitzen durant tot l'any, com ara motocicletes, descapotables o cases mòbils, però també en vehicles de manteniment hivernal.
Les matrícules de temporada poden contenir un màxim de set caràcters, ja que el període de validesa s'indica en la vuitena posició. Hi ha matrícules especials per a cotxes clàssics que serveixen com a matrícules de temporada, les anomenades matrícules de temporada H. Aquestes poden contenir un màxim de sis caràcters, ja que la setena posició indica la H d'"Històric" i la vuitena posició indica el període de temporada.

### Intercanviables
Dos vehicles de la mateixa classe (dos cotxes, dues motocicletes o dos remolcs) es poden matricular amb una matrícula intercanviable.: §9(2). En aquest cas, només varia l'última xifra (ex. B-KJ 414|5 i B-KJ 414|6) i aquesta està impresa en una placa addicional situada a la dreta de la placa principal del vehicle. La placa principal porta el segell de matrícula i la lletra W (per Wechselkennzeichen) en petit i la placa addicional porta el segell d'inspecció tècnica i a sota, en lletres molt petites, el número principal associat. Tots dos vehicles han de pagar l'impost complet, però la prima de l'assegurança es pot descomptar.

### Policia Federal
Els vehicle de la Policia Federal utilitza el codi "BP" (Bundespolizei) en lloc del codi d'identificador territorial i quatre xifres separades en dos grups. Porta el segell de l'estat alemany entre el codi i les xifres. Anteriorment al 30 d'abril de 2006 utilitzava el codi "BG" (Bundesgrenzschutz) que continua sent vigent en els vehicles matriculats abans del 2006, mentre els matriculats després ja porten el nou codi. Les dues primeres xifres s'adjudiquen segons el tipus de vehicle:
- Motocicletes: BP 10 a BP 12
- Cotxes: BP 15 a BP 19
- Tot terrenys: BP 20 a BP 24
- Minibusos: BP 25 a BP 29
- Autobusos i camions mitjans: BP 30 a BP 39
- Autobusos i camions grans: BP 40 a BP 49
- Vehicle Protegit (blindats): BP 50 a BP 54
- Trailer: BP 55

### Estat
Els vehicles de les personalitats que representen l'estat porten una combinació especial en funció del càrrec que ostenten:
- El President del país utilitza la combinació 0-1
- El Canceller federal utilitza la combinació 0-2
- El ministre de Relacions Exteriors utilitza la combinació 0-3
- I el Primer Secretari d'estat del Ministeri d'Afers Exteriors (és a dir, l'ajudant del ministre de Relacions Exteriors) utilitza la combinació 0-4
- El President del Parlament utilitza la combinació 01.01. Això reflecteix el fet que el president del Parlament no és part de la branca executiva, però encara ocupa un graó més alt (simbòlic) en importància que el Canceller.

### Militars
Els vehicles militars porten unes plaques no reflectores amb una combinació que comença per la lletra "Y", ja que cap codi d'identificador territorial utilitza aquesta lletra. La combinació està formada per sis xifres (o cinc en el cas de les motocicletes) separades en dos grups (per exemple Y-123 456). A l'esquerra de la placa hi figura la bandera d'Alemanya i sota el guionet el segell de l'Exèrcit alemany (Bundeswehr).
El vehicle de l'OTAN amb seu a Alemanya utilitzen el mateix model que les militars però amb la lletra "X" seguida de quatre xifres.